# فابيو ساكي
فابيو ساكي (بالإيطالية: Fabio Sacchi)‏ ولد بتاريخ 23 مايو 1974 في ميلانو، هو دراج إيطالي سابق في صنف سباق الدراجات على الطريق.

## روابط خارجية
- فابيو ساكي على موقع أرشيف الدراجات (الإنجليزية)
- فابيو ساكي على موقع إحصائيات الدراجات الإحترافية (الإنجليزية)
- فابيو ساكي على موقع نسبة الدراجات (الإنجليزية)
- فابيو ساكي على موقع CycleBase (الإنجليزية)